# Тадзири, Рея
Ре́я Тадзи́ри (англ. Rea Tajiri; 1958, Чикаго, Иллинойс, США) — американский режиссёр, сценарист, продюсер, монтажёр, кинооператор, актриса и фотограф.

## Биография
Рея Тадзири родилась в 1958 году в Чикаго (штат Иллинойс, США) в семье фоторедактора Playboy Винсента Тадзири. Она окончила Калифорнийский институт искусств и работала продюсером в различных кино- и видеопроектах в Лос-Анджелесе и Нью-Йорке.
Тадзири укрепила себя как важного режиссёра, который требует более глубокого понимания её работы и контекстов, в которых они существуют. Её работа становится всё более широко признанной и изученной, став важной частью учебной программы во многих документальных и авангардных киноискусствах университетов. Её работа также помогла женщинам-кинематографистам и женскому кино.
Тадзири продолжает жить и работать в Филадельфии. В настоящее время она является доцентом в Университете Темпл и преподавала в Колледже Итаки, Музее изящных искусств в Бостоне и SUNY Purchase.